# Vera Baboun

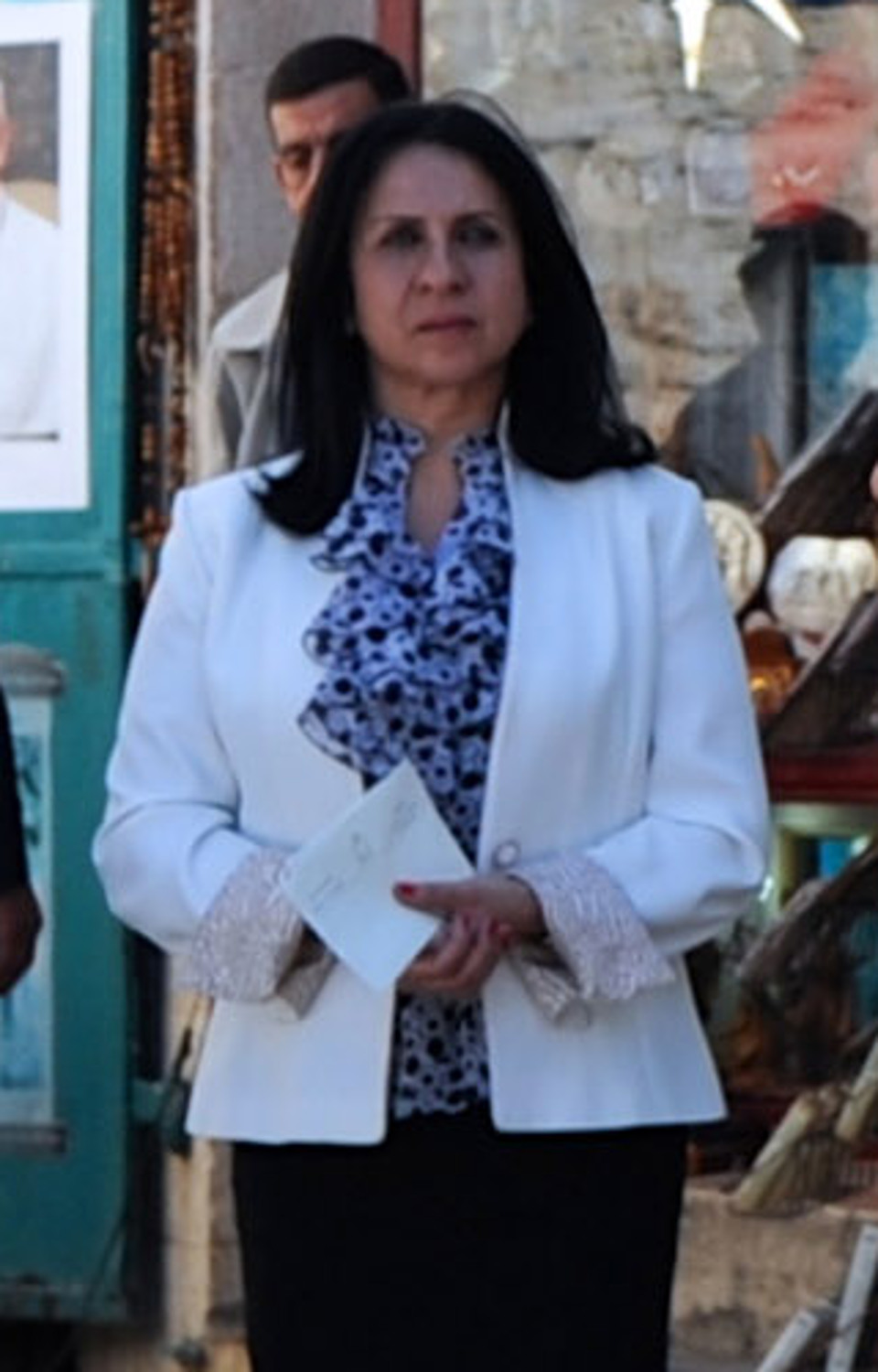
Vera Baboun (2013)

Vera Baboun (* 1964) ist eine palästinensische Politikerin und war von 2012 bis 2017 als erste Frau Bürgermeisterin von Bethlehem.

## Akademische Karriere
Ab 2010 leitete sie als erste weibliche Rektorin das römisch-katholische Gymnasium in Beit Sahour und lehrte englische Literatur an der Universität Bethlehem , wo sie zudem als Dekanin für akademische Angelegenheiten tätig war. Darüber hinaus ist sie Vorsitzende des Verwaltungsrats des Zentrums für Familien- und Kinderberatung und -ausbildung sowie als Genderforscherin aktiv. In ihrer Forschung befasst sie sich unter anderem mit der Rolle der Informationstechnologie bei der Stärkung der Stellung von Frauen in der arabischen Welt.

## Politische Karriere
Baboun stand an der Spitze des Blocks „Unabhängigkeit und Entwicklung“, der aus zwölf Muslimen und Christen der Fatah-Bewegung bestand. Die Gruppe setzte sich für eine Verbesserung der städtischen Dienstleistungen sowie für die Förderung des touristischen Potenzials von Bethlehem ein. Ihr Block gewann die Kommunalwahlen am 20. Oktober 2012. In einer nichtöffentlichen Sitzung des Stadtrats von Bethlehem wurde Baboun anschließend von den neun gewählten Ratsmitgliedern ihres Blocks offiziell zur Bürgermeisterin ernannt.
Als Bürgermeisterin stand Vera Baboun an der Spitze von Bethlehem, der Stadt mit der höchsten Arbeitslosenquote im Westjordanland. Die Stadt erlebte einen tiefgreifenden demografischen Wandel infolge der starken Abwanderung der christlichen Bevölkerung. Baboun kritisierte die israelische Trennmauer, da sie ihrer Ansicht nach das Wachstum der Stadt behindere, indem sie die Bewegungsfreiheit von Menschen, Ideen und Waren massiv einschränke.
Baboun trat am 27. April 2017 von ihrem Amt als Bürgermeisterin zurück. An den Kommunalwahlen im Mai 2017, die in Bethlehem sowie im gesamten Westjordanland stattfanden, beteiligte sie sich nicht.
Am 8. Dezember 2022 wurde sie zur Botschafterin des Staates Palästina in Chile ernannt.

## Privates
Sie ist arabische Christin und Mutter von fünf Kindern.

## Publikationen
- Women and ICT in Africa and The Middle East; Changing Selves, Changing Societies, Zedbooks 2014.
- Mit Philippe Demeret, Aus Liebe zu Bethlehem: Meine ummauerte Stadt, Bayard Editions, 2016.